# Adelaide av Rheinfelden
Adelaide av Rheinfelden, född 1060-talet, död 1090, var en ungersk drottning, gift med kung László I av Ungern. 
Hon var dotter till greve Rudolf av Rheinfelden, hertig av Schwaben, och Adelaide av Savojen. Hennes födelseår uppges vara 1060, men detta är inte troligt, eftersom hennes föräldrar gifte sig 1066. Genom äktenskapet lovade Ungern att stödja hennes far i dennes konflikt med den tysk-romerske kejsaren. Hon fick två döttrar. 